# Malvina Longfellow
Malvina Virginia Longfellow (30 de marzo de 1889 – 2 de noviembre de 1962) fue una actriz de teatro y cine mudo estadounidense de principios del siglo 20.

## Primeros años

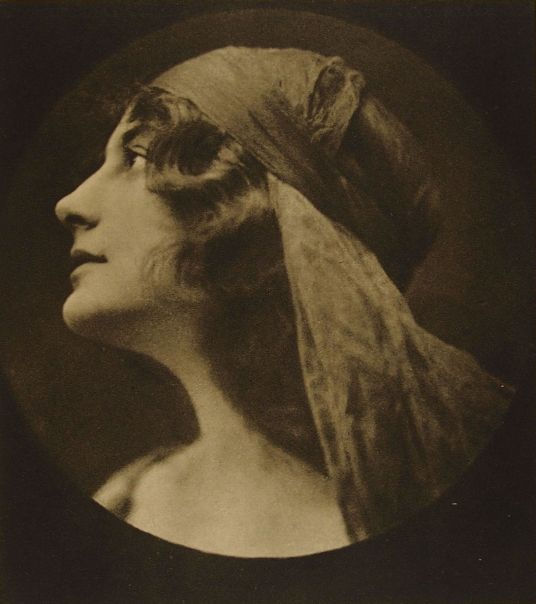
Fotografía Longfellow por E.O. Hoppé, 1922

Nacida en la ciudad de Nueva York, Malvina era hija de Julia Langfelder y hermana de Lilyan Cohen. Asistió a la American Academy of Dramatic Arts de Nueva York y fue miembro de la promoción de 1908–1909.

## Carrera

### Actriz de teatro
En diciembre de 1909, Longfellow actuó en The Watcher, una obra de teatro de tema psíquico representada en Baltimore, Maryland. Escrita por Cora Maynard, la representación contó con los actores Cathrine Countiss, Percy Haswell, Thurlow Bergen y John Emerson. Se representó en el Auditorium Theater, producida por los hermanos Shubert. La trama se desarrolla en cuatro actos y tiene que ver con una familia empobrecida de Nueva York, los Kent. Su madre influye en sus vidas tras morir al principio de la obra. En enero de 1910, el teatral drama del espiritismo se representó en el Teatro Shubert de la 41st Street, entre Broadway (Manhattan) y la 6th Avenue.
Longfellow formó parte de un programa de entretenimiento en el Century Theatre para el British-American War Relief, en enero de 1916. Kitty Gordon, Eleanor Painter, Eugene Ormonde y Paul Draper también formaron parte del evento. En 1916 Longfellow estaba casado con un oficial británico que había servido en los Dardanelos durante seis meses en 1915.

### Actriz de cine

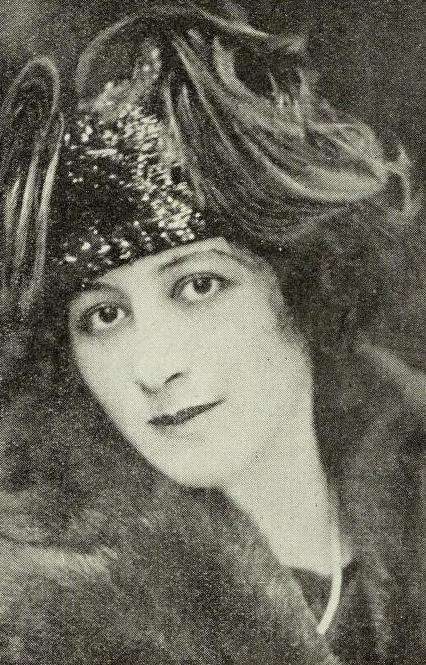
Longfellow, 1921

Empezó a trabajar en el cine en 1917 con un papel en La voluntad del pueblo. Sus numerosas apariciones en el cine incluyen papeles en Adam Bede (1918), The Romance of Lady Hamilton (1919), Calvary (1920), Moth and Rust (1921), Possession (1922), The Wandering Jew (1923), The Indian Love Lyrics (1923) y The Celestial City (1929). En 1921, el productor alemán Ernst Lubitsch la contrató para rodar una película sobre Lord Nelson. En ella interpretaría a Lady Hamilton junto a Reinhold Schünzel.

### Testigo judicial
Longfellow testificó ante un juez de instrucción de Londres, Inglaterra, en enero de 1919. El jurado declaró a Reggie de Veulle culpable de suministrar cocaína a la actriz británica Billie Carleton. Carleton había sido encontrada muerta en un hotel de Londres en diciembre de 1918, y Longfellow testificó que conocía la adicción de Carleton a las drogas y que había intentado persuadirla para que dejara de consumirlas. Longfellow también declaró ante el tribunal que había pedido a Veulle que dejara de suministrar drogas a Carleton y le había dicho la noche del Día del Armisticio que "habría problemas" si seguía haciéndolo.

### Belleza reconocida
En 1911, Longfellow ganó un premio de 10,000 francos ofrecido por Le Matin de París a "la chica más guapa del mundo". Entonces se le citó dando el siguiente consejo de belleza. "Si quiere conservar su buen aspecto, báñese todas las noches. Utiliza agua tibia, fría o templada y el mejor jabón de castilla que puedas comprar. Durante la noche, la maquinaria se apaga, pero la piel necesita ventilación para desechar los residuos y absorber los materiales frescos. La habitación de dormir no puede ventilarse adecuadamente con las puertas y ventanas cerradas, como tampoco puede hacerlo el sistema humano si los poros de la piel están cerrados. Mantenga la piel limpia y aliméntela con aire limpio y fresco. Después del baño maquíllate la cara. Utiliza agua clara tan caliente como puedas meter las manos".
E.O. Hoppé, experto internacional en belleza y fotógrafo, seleccionó a Longfellow como una de las mujeres más bellas del mundo, en noviembre de 1922. Un hombre inglés, Hoppe fue citado diciendo, De todas las mujeres del mundo, las inglesas y las americanas son las más bellas. La superioridad de los ojos americanos, con su alegría de vivir, equilibra la superioridad inglesa de tobillos y peinado. Otras que eligió fueron Marion Davies, la señora Lydig Hoyt, Lady Lavery y la vizcondesa Maidstone.
En 1921 y 1922 Longfellow prestó su nombre a un preparado llamado Phosferine: "Miss Malvina Longfellow escribe - El desplazamiento, la concentración y la intensidad de la caracterización que exigen el cine, el teatro y la comedia son un gravamen muy severo para la vitalidad nerviosa y, en mi caso, encuentro que Phosferine me permite recuperar la fuerza nerviosa y la energía en muy poco tiempo. Es exacto decir que Phosferine es una salvaguardia confiable contra esa apariencia y condición hastiadas que siguen a esfuerzos profesionales prolongados..."

## Vida personal
La madre de Longfellow, Julia Langfelder, murió en 1938. Su funeral se celebró en la Riverside Memorial Chapel, 76th Street, y en la avenida Ámsterdam, ciudad de Nueva York, el 19 de abril. Le sobrevivieron sus hijas, Longfellow y Cohen.
En la primavera de 1940, Longfellow se casó con Alan Percy Cunliffe, en Folkestone, Kent. Cunliffe, un terrateniente y propietario de caballos de carreras de Old Eton, era el hermano menor de Walter Cunliffe, 1st Baron Cunliffe, antiguo Gobernador del Banco de Inglaterra. Murió en septiembre de 1942, a la edad de 77 años, cuando su dirección era Castle Close, Sandgate, Kent. Dejó un patrimonio de £154,669.
Longfellow falleció en el Westminster Hospital, Londres, el 2 de noviembre de 1962. En el momento de su muerte aún era viuda y vivía en un piso de South Street, Mayfair, Londres SW1. Dejó un patrimonio valorado en £371,270, una fortuna bastante considerable en 1962.

## Filmografía seleccionada
- Adam Bede (1918)
- Nelson (1918)
- Thelma (1918)
- The Romance of Lady Hamilton (1919)
- Mary Latimer, Nun (1920)
- Unmarried (1920)
- The Grip of Iron (1920)
- Calvary (1920)
- The Night Hawk (1921)
- Moth and Rust (1921)
- Possession (1922)
- The Indian Love Lyrics (1923)
- The Celestial City (1929)